# Frances de la Tour
Pour les articles homonymes, voir De la Tour.
Frances de la Tour, née le 30 juillet 1944 à Bovingdon (Hertfordshire, Angleterre), est une actrice britannique.

## Biographie
Née à Bovingdon dans le comté Hertfordshire, elle est la fille de Moyra (née Fessas) et Charles de la Tour. Elle est la sœur d'Andy de la Tour, acteur et scénariste.
Elle étudie au lycée français de Londres et le Drama Centre, pour ensuite rejoindre la Royal Shakespeare Company en 1965 où elle étudie avec l'acteur français Michel Saint-Denis. Les six années suivantes, elle joue de petits rôles dans de nombreuses pièces de théâtre comme Hoyden dans La Rechute ou la Vertu en danger.

## Carrière
Dans les années 1970, elle travaille régulièrement sur la scène ou à la télévision, elle joue notamment Comme il vous plaira en 1975 ou The White Devil en 1976. 
En 1980, elle joue Stephanie, une violoniste atteinte d'une sclérose en plaques dans Duet for One, un film écrit par son mari Tom Kempinski grâce à qui elle gagne un Oliver Award en tant que meilleure actrice.
En 1982, elle incarne Sonya dans la pièce de théâtre Oncle Vania. Ses performances dans la pièce de théâtre de Eugene O'Neill, A Moon for the Misbegotten lui permette de gagner un autre Oliver Award en 1983 et gagne un suivant, en 1991. 
Elle accompagne Maggie Smith en 1994 dans Three Tall Women.
En 1999, elle retourne à la Royal Shakespeare Company pour jouer le rôle de Cléopâtre dans Antoine et Cléopâtre avec Alan Bates.
En 2005, Frances de la Tour a joué Olympe Maxime dans Harry Potter et la Coupe de feu. Elle reprend ce rôle dans la première partie de Harry Potter et les Reliques de la Mort, lors du mariage de Bill et Fleur.

## Filmographie

### Cinéma

#### Longs métrages
- 1970 : Papa en a deux de Jim Clark : Maud Crape
- 1970 : Country Dance de Jack Lee Thompson : une infirmière
- 1972 : Our Miss Fred de Bob Kellett : Miss Lockhart
- 1976 : Une fille... pour le diable (To the Devil a Daughter) de Peter Sykes : commandant de l'Armée du Salut
- 1977 : Wombling Free (en) de Lionel Jeffries : Julia Frogmorton
- 1980 : Rising Damp (film) (en) de Joseph McGrath : Miss Ruth Jones
- 1990 : Strike It Rich de James Scott : Mrs. de Vere
- 1993 : Genghis Cohn de Elijah Moshinsky : Dr. Helga Feutchtwanger
- 1999 : La Cerisaie de Michael Cacoyannis : Charlotte Ivanovna
- 2005 : Harry Potter et la Coupe de feu (Harry Potter and the Goblet of Fire) de Mike Newell : Olympe Maxime
- 2006 : History Boys (The History Boys) de Nicholas Hytner : Mrs. Lintott
- 2010 : Le Livre d'Eli (The Book of Eli) de Albert et Allen Hughes : Martha
- 2010 : Harry Potter et les Reliques de la Mort - 1e partie (Harry Potter and the Deathly Hallows) de David Yates : Olympe Maxime
- 2010 : The Nutcracker in 3D de Andreï Kontchalovski : la reine des rats / Frauw Eva
- 2010 : Alice au pays des merveilles (Alice in Wonderland) de Tim Burton : Tante Imogene
- 2011 : Hugo Cabret de Martin Scorsese : Madame Emilie
- 2012 : Suspension of Disbelief de Mike Figgis : Nesta
- 2012 : Private Peaceful (film) (en) de Pat O'Connor : Grandma Wolf
- 2013 : Trap for Cinderella de Iain Softley : Tante Elinor
- 2014 : Into the Woods de Rob Marshall : la femme du Géant
- 2015 : The Lady in the Van de Nicholas Hytner : Ursula Vaughan Williams
- 2015 : Survivor de James McTeigue : Sally
- 2015 : Mr. Holmes de Bill Condon : Madame Schirmer
- 2015 : Ma meilleure amie (Miss You Already) de Catherine Hardwicke : Jill
- 2020 : Le Voyage du Docteur Dolittle (Dolittle) de Stephen Gaghan : Ginko-Who-Soars (voix)
- 2020 : Enola Holmes de Harry Bradbeer

### Télévision

#### Séries télévisées
- 1973 : Crimes of Passion : Marie Villars (2 épisodes)
- 1974-1976 : Play for Today : Marcia / Maria (2 épisodes)
- 1974-1978 : Rising Damp (en) : Ruth (24 épisodes)
- 1980 : Flickers : Maud (6 épisodes)
- 1984 : Ellis Island, les portes de l'espoir (mini-série) : Millie Rendrew (3 épisodes)
- 1988 : A King of Living : Carol Beasley (13 épisodes)
- 1993 : Every Silver Lining : Shirley Silver (6 épisodes)
- 1994 : Downwardlt Mobile : Rosemary (7 épisodes)
- 1996 : Cold Lazarus (en) (mini-série) : Emma Porlock (4 épisodes)
- 1997 : Histoire de Tom Jones, enfant trouvé (The History of Tom Jones, a Foundling) (mini-série) : Tante Western (5 épisodes)
- 2003 : Born and Bred : Eugenia Maddox (2 épisodes)
- 2004 : Meurtres en sommeil : Alice Taylor-Garnett (2 épisodes)
- 2004 : Hercule Poirot : Salome Otterbourne (épisode Mort sur le Nil)
- 2006 : Miss Marple : Mrs. Maud Dane Calthrop (saison 2, épisode 2 : La plume empoisonnée)
- 2006 : Flics toujours : Professeur Styles (1 épisode)
- 2013-2014 : Big School : Mrs. Baron (12 épisodes)
- 2013-2016 : Vicious : Violet Crosby (14 épisodes)
- 2016 : The Collection : Yvette (8 épisodes)
- 2016 : Outlander : Mère Hildegarde (4 épisodes)
- 2017 : Man in an Orange Shirt (mini-série) : Mrs. March (1 épisode)
- 2018 : La Foire aux vanités : Lady Matilda Crawley
- 2021 : Professor T : Adelaïde Tempest

#### Téléfilms
- 1977 : Maggie: It's Me : Maggie
- 1985 : Jeux de glaces (Murder with Mirrors) de Dick Lowry : Miss Bellaver
- 1985 : Duet for One de Carol Wiseman : Stephanie Anderson
- 1987 : Clem de Richard Standeven : la mère
- 1991 : Bejewelled de Terry Marcel (en) : Beatrice
- 2013 : Fifty Years on Stage : Kay

## Distinctions

### Nominations
- British Academy Television Awards 2014 : meilleure performance féminine dans un rôle comique pour Vicious